# Ringer-Weltmeisterschaften 2001
Die Ringer-Weltmeisterschaften 2001 fanden nach Stilart getrennt an unterschiedlichen Orten statt. Dabei wurden die Ringer in jeweils acht Gewichtsklassen unterteilt, während die Frauen in sechs Gewichtsklassen antraten. Ursprünglich sollten die Weltmeisterschaften vom 26. bis zum 29. September 2001 im Madison Square Garden in New York City ausgetragen werden. 693 Sportler aus 82 Nationen hatten ihre Teilnahme angekündigt. Nach den Terroranschlägen vom 11. September sagte die FILA die Veranstaltung eine Woche vor ihrem Beginn aus Pietäts- und Sicherheitsgründen ab. Im Oktober 2001 wurden neue Termine und Austragungsorte bekanntgegeben.

## Griechisch-römisch
Die Wettkämpfe im griechisch-römischen Stil fanden vom 6. bis zum 9. Dezember 2001 in Patras statt.

### Medaillengewinner
| Klasse  | Gold                     | Silber             | Bronze              |
| ------- | ------------------------ | ------------------ | ------------------- |
| -54 kg  | Hassan Rangraz           | Brandon Paulson    | Lázaro Rivas        |
| -58 kg  | Dilshod Aripov           | Karen Mnazakanjan  | Roberto Monzón      |
| -63 kg  | Waghinak Galstjan        | Kim In-sub         | Michael Beilin      |
| -69 kg  | Filiberto Ascuy Aguilera | Alexei Gluschkow   | Rustam Adschy       |
| -76 kg  | Ara Abrahamian           | Alexei Mischin     | Kim Jin-soo         |
| -85 kg  | Muchran Wachtangadse     | Matt Lindland      | Olexandr Darahan    |
| -97 kg  | Alexander Besrutschkin   | Ernesto Peña       | Mehmet Özal         |
| -130 kg | Rulon Gardner            | Mihály Deák Bárdos | Xenofon Koutsioubas |

### Medaillenspiegel
| Rang | Land               | Gold | Silber | Bronze |
| ---- | ------------------ | ---- | ------ | ------ |
| 1    | Russland           | 1    | 2      | 0      |
|      | Vereinigte Staaten | 1    | 2      | 0      |
| 3    | Kuba               | 1    | 1      | 2      |
| 4    | Armenien           | 1    | 1      | 0      |
| 5    | Georgien           | 1    | 0      | 0      |
|      | Iran               | 1    | 0      | 0      |
|      | Schweden           | 1    | 0      | 0      |
|      | Usbekistan         | 1    | 0      | 0      |
| 9    | Südkorea           | 0    | 1      | 1      |
| 10   | Ungarn             | 0    | 1      | 0      |
| 11   | Ukraine            | 0    | 0      | 2      |
| 12   | Griechenland       | 0    | 0      | 1      |
|      | Israel             | 0    | 0      | 1      |
|      | Türkei             | 0    | 0      | 1      |

## Freistil
Die Wettkämpfe im freien Stil fanden vom 22. bis zum 25. November 2001 in Sofia statt.

### Medaillengewinner
| Klasse  | Gold                    | Silber                    | Bronze                  |
| ------- | ----------------------- | ------------------------- | ----------------------- |
| -54 kg  | Herman Kantojeu         | Babak Noursad             | Aljaksandr Kantojeu     |
| -58 kg  | Guivi Sissaouri         | Ojuunbilegiin Pürewbaatar | Dawit Pogosjan          |
| -63 kg  | Serafim Barzakow        | Alireza Dabir             | Elbrus Tedejew          |
| -69 kg  | Nikolai Paslar          | Amir Tavakolian           | Jang Jae-sung           |
| -76 kg  | Buwaisar Saitijew       | Moon Eui-jae              | Joe E. Williams         |
| -85 kg  | Chadschimurad Magomedow | Brandon Eggum             | Yoel Romero Palacio     |
| -97 kg  | Giorgi Gogschelidse     | Krassimir Kotschew        | Wadym Tassoew           |
| -130 kg | David Musuľbes          | Artur Taymazov            | Alexis Rodríguez Valera |

### Medaillenspiegel
| Rang | Land               | Gold | Silber | Bronze |
| ---- | ------------------ | ---- | ------ | ------ |
| 1    | Russland           | 4    | 0      | 1      |
| 2    | Bulgarien          | 2    | 1      | 0      |
| 3    | Kanada             | 1    | 0      | 0      |
|      | Belarus            | 1    | 0      | 0      |
| 5    | Iran               | 0    | 3      | 0      |
| 6    | Südkorea           | 0    | 1      | 1      |
|      | Vereinigte Staaten | 0    | 1      | 1      |
| 8    | Mongolei           | 0    | 1      | 0      |
|      | Usbekistan         | 0    | 1      | 0      |
| 10   | Kuba               | 0    | 0      | 2      |
|      | Ukraine            | 0    | 0      | 2      |
| 12   | Georgien           | 0    | 0      | 1      |

## Frauen
Die Wettkämpfe der Frauen fanden vom 22. bis zum 25. November 2001 in Sofia statt.

### Medaillengewinner
| Klasse | Gold                | Silber              | Bronze           |
| ------ | ------------------- | ------------------- | ---------------- |
| -46 kg | Iryna Merleni       | Carol Huynh         | Brigitte Wagner  |
| -51 kg | Hitomi Sakamoto     | Stephanie Murata    | Yanzhi Gao       |
| -56 kg | Seiko Yamamoto      | Ljubow Wolossowa    | Tetjana Lasarewa |
| -62 kg | Meng Lili           | Diletta Giampiccolo | Lene Aanes       |
| -68 kg | Christine Nordhagen | Toccara Montgomery  | Anita Schätzle   |
| -75 kg | Edyta Witkowska     | Bailing Ma          | Nina Englich     |

### Medaillenspiegel
| Rang | Land                | Gold | Silber | Bronze |
| ---- | ------------------- | ---- | ------ | ------ |
| 1    | Japan               | 2    | 0      | 0      |
| 2    | Volksrepublik China | 1    | 1      | 1      |
| 3    | Kanada              | 1    | 1      | 0      |
| 4    | Ukraine             | 1    | 0      | 1      |
| 5    | Polen               | 1    | 0      | 0      |
| 6    | Vereinigte Staaten  | 0    | 2      | 0      |
| 7    | Italien             | 0    | 1      | 0      |
|      | Russland            | 0    | 1      | 0      |
| 9    | Deutschland         | 0    | 0      | 3      |
| 10   | Norwegen            | 0    | 0      | 1      |